# Барамидзе, Георгий Акакиевич
Георгий Акакиевич Барамидзе (груз. გიორგი აკაკის ძე ბარამიძე; род. 5 января 1968) — грузинский политик, занимавший посты заместителя премьер-министра Грузии и министра евроатлантической интеграции с 2004 по 2012 год. 21 октября 2012 года он был избран вице-спикером Парламента Грузия.

## Ранняя жизнь
Барамидзе родился 5 января 1968 года в Тбилиси, Грузия. Он окончил факультет химических технологий Грузинского технического университета в 1992 году. В университете он был соучредителем и одним из лидеров студенческого движения. В 1990 году объединил свои силы с другими активистами, создав и возглавив Партию зелёных Грузии. После окончания университета в 1992 году работал заведующим отделом Комитета по правам человека и национальным меньшинствам. В 1995 году он окончил Центр исследований европейской безопасности им. Джорджа Маршалла и факультет экономики обороны в Гармиш-Партенкирхене, Германия.
После начала военных действий в Абхазии в 1992 году он возглавил Управление по оказанию гуманитарной помощи Партии зелёных, где курировал поставку гуманитарных грузов, эвакуацию мирного населения с оккупированных территорий и освобождение грузинских заложников. Ему приписывают освобождение 200 грузинских пленных и помощь в спасении 3000 грузинских мирных жителей, бежавших из зоны конфликта. Позже он участвовал в боевых действиях в селе Лабра Очамчирского района и вокруг Сухуми.

## Политическая карьера

### Член парламента
В 1992 году Барамидзе был избран в парламент Грузии и работал секретарем Комиссии по правам человека и национальным меньшинствам и членом парламентской комиссии по обороне и безопасности. Он также был избран членом Государственной координационной комиссии по участию Грузии в программе НАТО Партнёрство ради мира. В 1995 году был одним из соучредителей партии Союз граждан Грузии Эдуарда Шеварднадзе и был избран её заместителем, исполняющим обязанности генерального секретаря партии с 1995 по 1996 год.

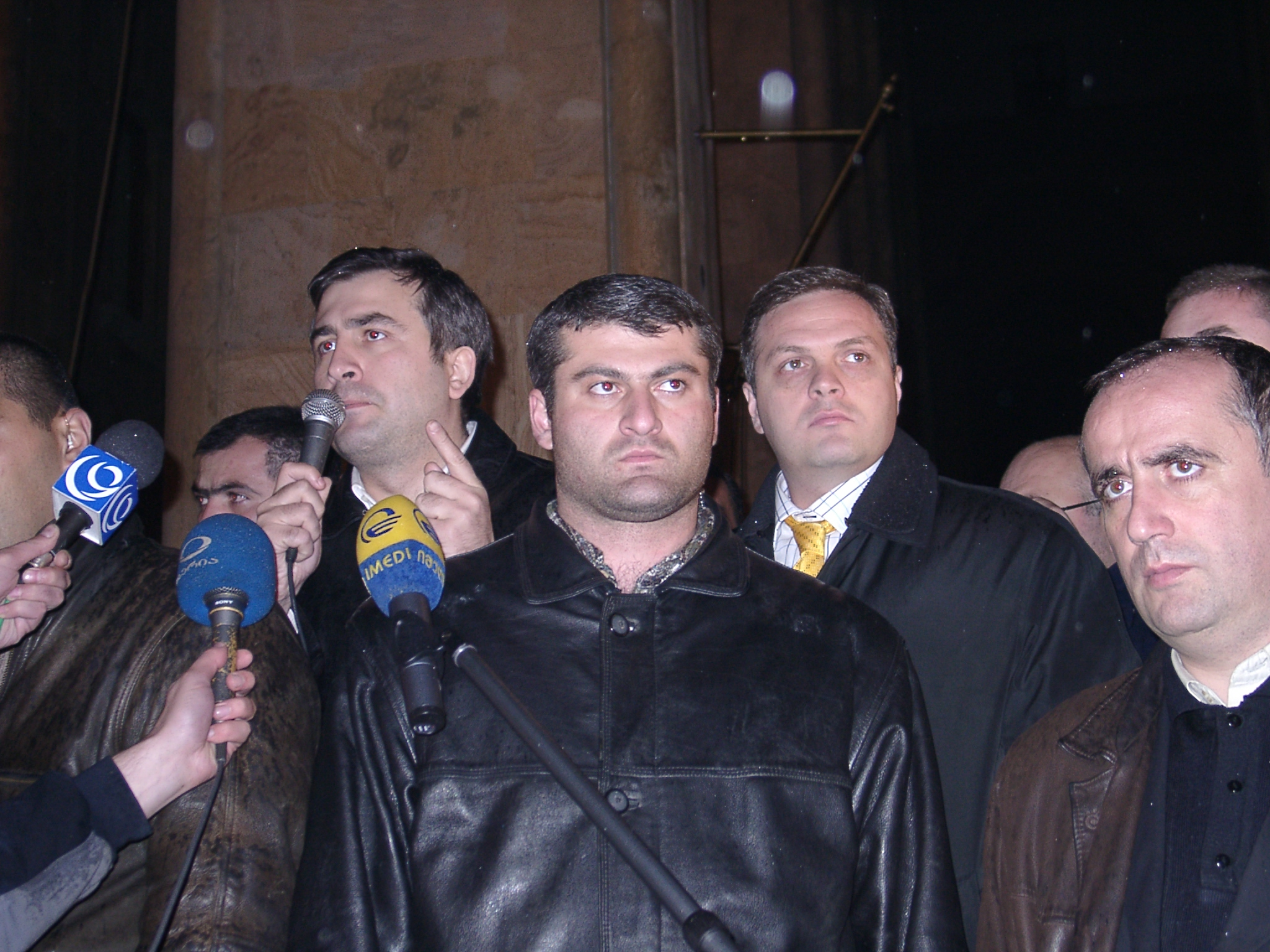
Барамидзе рядом с Саакашвили во время Революции роз.

На парламентских выборах 1995 года он был избран от Дидубийского района Тбилиси. В 1996 году был избран председателем следственной комиссии Парламентского антикоррупционного комитета. В результате антикоррупционной деятельности он добился отставки следующих нескольких министров: Д. Гулуа (министр сельского хозяйства), П. Инджиа (министр связи и почты), Д. Зубиташвили (министр энергетики), Д. Якобидзе (министр финансов) и Д. Элиашвили (председатель Газового департамента Грузии).
В 1996 году Барамидзе был избран председателем парламентского фракции Союза граждан Грузии. Годом позже он начал совместную программу правительства Грузии и программы развития ООН по Центру расследования коррупции, став её первым директором.
С 1998 по 1999 год Барамидзе работал младшим научным сотрудником в Институте изучения дипломатии Джорджтаунского университета в Вашингтоне, округ Колумбия, проводя исследования политики, структур и функций правительства США, а также политических, военных и оборонных вопросов на Кавказе. В 1999 году он работал с сенатором Карлом Левином в Комитете Сената США по вооружённым силам.
По возвращении в Грузию в 1999 году он был переизбран в парламент от округа Дидубе и избран председателем Комитета обороны и безопасности в 2000 году и председателем фракции объединённых демократов парламента Грузии в 2002 году, впоследствии играя активную роль в Революции роз в ноябре 2003 года. На парламентских выборах 2003 года Барамидзе был переизбран из того же района Тбилиси.

### Министерские должности

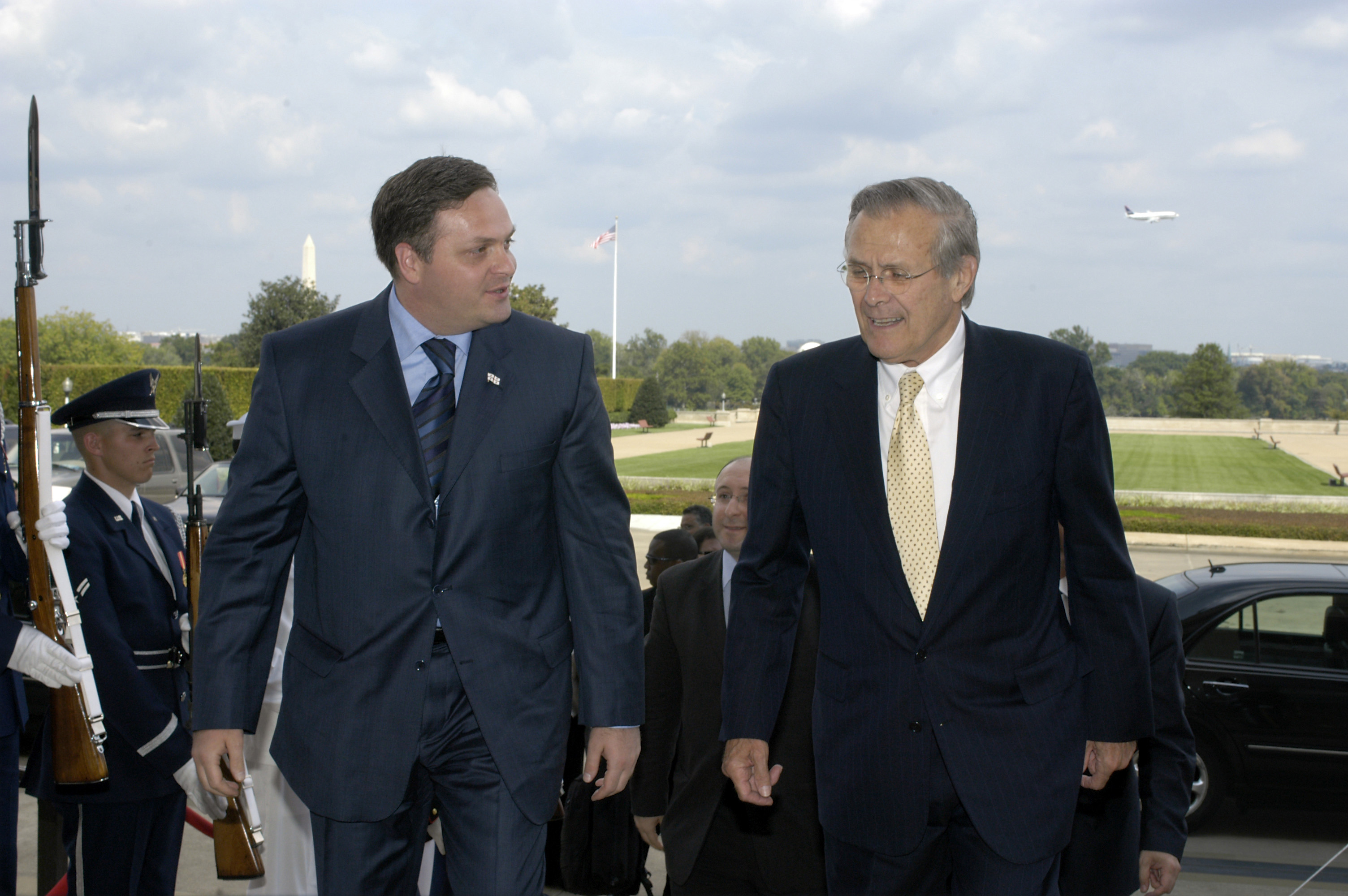
Барамидзе с Дональдом Рамсфелдом в Пентагоне.

С приходом к власти нового правительства в конце 2003 года Барамидзе был назначен Министром внутренних дел Грузии.
Его считали членом правительственной фракции, сгруппированной вокруг тогдашнего премьер-министра (и лидера «революции роз») Зураба Жвания, которые были замечены в оппозиции президенту Михаилу Саакашвили. Так, он публично поставил под сомнение официальное объяснение смерти Жвании от отравления угарным газом и вместо этого, похоже, поддержал возможность нечестной игры, заявив, что «ни одна из версий [объяснения его смерти] не должна быть исключена».
В июне 2004 года он был назначен министром обороны вместо Гелы Бежуашвили. В декабре 2004 года около шестидесяти военнослужащих самовольно вышли и собрались у здания Уполномоченного по правам человека, требуя улучшения социальных условий в армии. Бывший военный омбудсмен Ираклий Сесиашвили сказал, что, пока Барамидзе руководил министерством, «эти солдаты не принимали ванну в течение двух месяцев; им не хватало еды. За последние два месяца они ели мясо лишь несколько раз. Даже холодной воды регулярно нет. Установлено отопительное оборудование, но нет топлива… Все эти министры больше заботятся о ремонте своих офисов и покупке новых джипов».
В декабре 2004 года Барамидзе был переведён на пост вице-премьера и государственного министра по евроатлантической интеграции.
С 16 ноября по 22 ноября 2007 исполнял обязанности премьер-министра Грузии.

### Возвращение в парламент
В августе 2012 года Барамдизе подал в отставку со своей должности в правительстве, чтобы баллотироваться в качестве мажоритарного кандидата от Единого национального движения в Батуми на парламентских выборах 2012 года. На выборах ЕНД проиграла коалиции Грузинская мечта, а Барамидзе проиграл гонку в Батуми, но получил место в новом парламенте по партийному списку. 21 октября 2012 года он был избран одним из вице-спикеров парламента Грузии, представляющим парламентское меньшинство.
В июне 2013 года ЕНД назвала Барамидзе одним из четырёх кандидатов на праймериз партии.

## Награды
- Орден Вахтанга Горгасала I степени (2013)[13].
- Командор ордена «За заслуги перед Литвой» (10 января 2006 года)[14]
- Медаль Памяти 13 января (3 января 2006 года, Литва)[15]

## Личная жизнь
Барамидзе говорит на грузинском, английском, русском и французском языках. Женат. Есть дочь Анна от первого брака.